# Chocolat de Modica

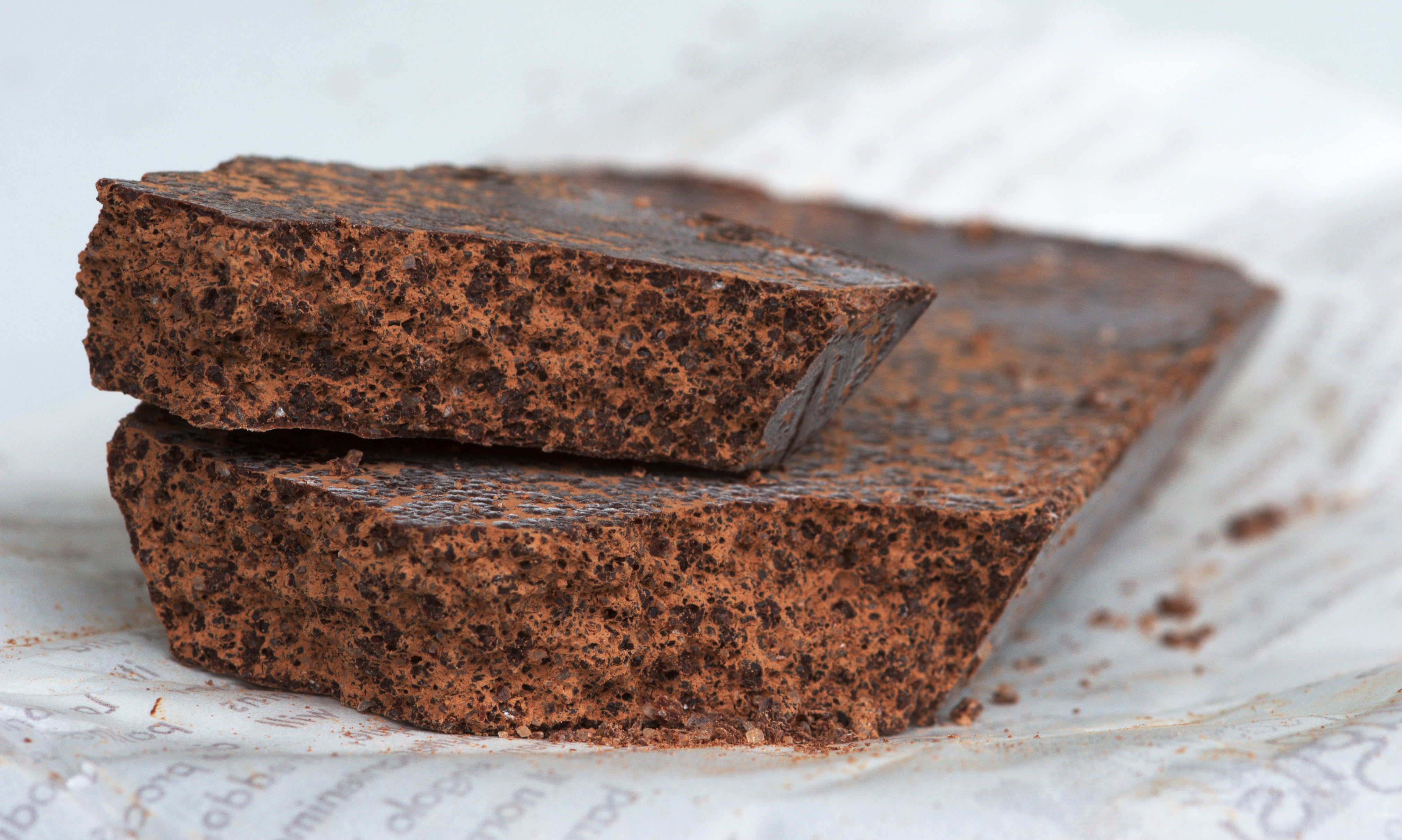
Chocolat de Modica

Le chocolat de Modica (en dialecte de Modica ciucculatta muricana ou ciucculatti muricanu en général, dans le reste de la Sicile) est un chocolat travaillé selon la tradition aztèque dans la petite cité de Modica, au sud-est de la Sicile. Il est obtenu à partir d'un traitement « à froid » particulier du chocolat qui exclut la phase de conchage.
En 2018, le chocolat de Modica a obtenu la reconnaissance de l'indication géographique protégée (IGP) de l'Union européenne,.
En tant que produit agroalimentaire traditionnel italien, c'est une spécialité officiellement reconnue par le ministère des Politiques agricoles, alimentaires et forestières.

## Histoire

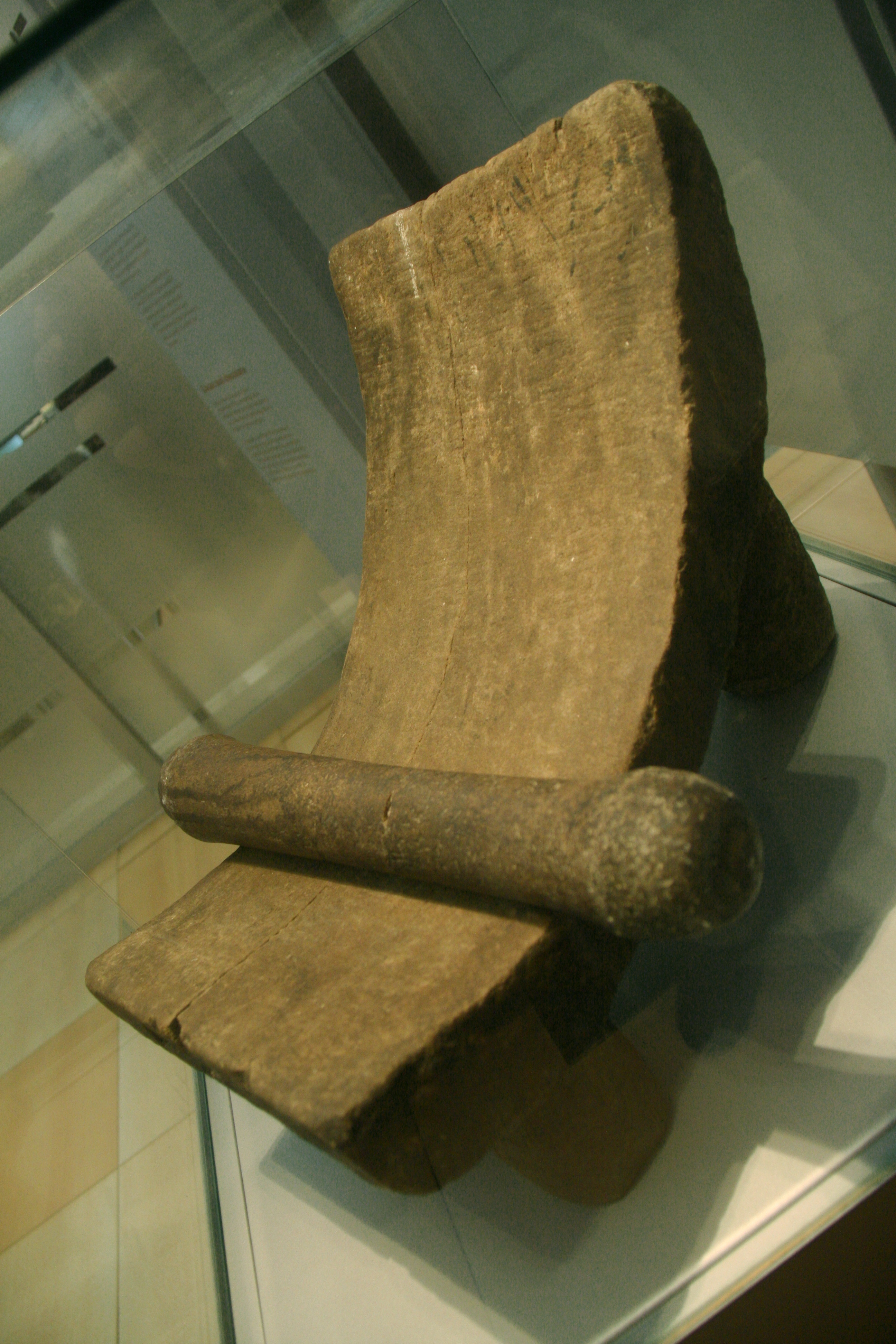
Métate traditionnellement utilisé pour broyer les fèves de cacao.

Certaines sources rapportent que lors de la domination espagnole de la Sicile au XVIe siècle, ce procédé a été introduit dans le comté de Modica, à l'époque le plus important état féodal du sud de l'Italie doté d'une autonomie administrative. Les jésuites, maitres des plantations de caco en Amérique latine, s'installent en Sicile. Ils enseignent aux Siciliens et aux Juifs sans travail l'art aztèque de moudre le cacao. Les Espagnols ont probablement appris des Aztèques la technique de traitement des fèves de cacao grâce à l'utilisation d'un métate, un type de meule utilisé pour le traitement des céréales et des graines. Dès 1746, la possession espagnole de Modica abrite des cicolateri, qui travaillent le cacao amer, arrivé par terre depuis Palerme ou par mer depuis Livourne et Malte, pour le compte de la maison des Grimaldi.
Les sources parvenues jusqu'à nos jours nous apprennent que les Aztèques ignoraient l'existence du sucre et qu'ils consommaient du cacao sous forme liquide, il est donc certain que le chocolat de Modica, qui se présente à l'état solide sous la forme d'un lingot et qui contient aussi du sucre en plus du cacao, ne provient pas d'une recette d'origine aztèque.
Les Espagnols ont probablement été les premiers à ajouter du sucre au cacao, à créer la première forme archaïque de chocolat et à la diffuser dans leurs possessions, dont le comté de Modica. Actuellement, il existe des traces de ce type de fabrication en Espagne (el chocolate a la piedra), ainsi que dans les communautés indigènes du Mexique et du Guatemala. Selon Leonardo Sciascia, la recette vient d'Alicante ; il rappelle comment ce procédé perdure à son époque dans la ville de Modica, précisant également qu'à l'origine il n'y avait que deux versions, avec l'ajout de cannelle et de vanille.
Dans la seconde moitié du XVIIIe siècle, les élites locales consomment du chocolat chaud, adouci avec le sucre de canne introduit en Sicile par les Arabes et servi pour la collation du matin et les réunions mondaines. Avec l'apparition des premiers cafés à la fin du XIXe siècle, le nectar touche les autres classes sociales. Le travail du chocolat est peu à peu abandonné, sauvegardé toutefois par quelques artisans. Il a perduré comme dessert typique des familles nobles qui le préparaient à la maison pendant les vacances et pour les occasions importantes. Il a été transmis de cette façon jusqu'à nos jours et ce n'est que plus tard qu'il est devenu un produit de confiserie de renommée internationale.

## Traitement
La pâte de cacao de São Tomé, obtenue à partir de graines torréfiées et broyées (appelées localement caracca) et non dépourvue du beurre de cacao qu'elle contient, est chauffée pour la rendre fluide, sans conchage, « à froid », au bain-marie. À une température ne dépassant pas 40 °C pour préserver ses arômes, elle est mélangée avec du sucre cristallisé ou de canne, et des épices telles que la cannelle, la vanille, le gingembre, la pistacchio Verde di Bronte ou  du piment, ou avec du zeste de citron ou d'orange. Le chocolat reste avec des pourcentages élevés de masse de cacao, un minimum de 50%, des versions « classiques » jusqu'aux versions très pures avec 99% de masse de cacao.
Dans le processus de travail manuel, la masse était placée sur une planche à pâtisserie en forme de croissant, appelée valata ra ciucculatta,, similaire au métate d'origine, entièrement construite en pierre de lave et déjà chauffée, puis mélangée avec un pistuni, un rouleau à pâtisserie cylindrique spécial en pierre de différents poids et épaisseurs en fonction des phases de traitement, à savoir la première, la deuxième et la troisième passe, jusqu'au raffinement qui a pris le nom de stricata. Aujourd'hui, dans de nombreux laboratoires, ces phases de traitement sont réalisées par des tempéreuses plus modernes.
Ce processus traditionnel n'a pas été utilisé depuis quelques décennies, en plus de ne pas être prévu dans le règlement de production approuvé par le ministère ; aujourd'hui, le chocolat de Modica est produit à l'aide de machines modernes qui permettent le contrôle des paramètres définis dans le règlement.
Le mélange est toujours maintenu à une température maximale de 35-40 °C qui ne dissout pas les cristaux de sucre qui restent intacts à l'intérieur de la pâte. Encore pâteux, il est coulé dans des lanni spéciaux (tuiles d'étain de forme rectangulaire) qui sont battus à la fois pour lui donner la forme de son contenant une fois solidifié et froid, et pour permettre aux éventuelles bulles d'air de remonter à la surface et rendre le produit compact. La tablette de chocolat obtenue est brillante avec des stries, parfois plus opaque, d'une couleur noire foncée avec des reflets bruns, une texture granuleuse et un peu rugueuse.
La force du produit réside dans la simplicité de mise en œuvre, sa texture granuleuse, sableuse et friable grâce à la fois à l'absence de phase de conchage et au sucre qui se présente sous forme de cristaux, et l'absence de corps étrangers (graisses végétales, lait, lécithine de soja). En bouche, le chocolat déploie un intense arôme de cacao. Le goût du cacao est moins beurré, plus prononcé ; la délivrance des éléments aromatiques se fait progressivement.
Le chocolat de Modica a souvent une patine blanche et a tendance à s'effriter. Le phénomène d'affleurement du beurre de cacao altère les propriétés organoleptiques traditionnelles du produit.

## Notoriété
Le chocolat de Modica n'est devenu connu à l'échelle nationale qu'en 1999, lorsque le chocolatier Franco Ruta publie un article de journal et ensuite apparait dans l'émission de Maurizio Costanzo à la télévision. Franco Ruta était directeur général de l'Antica Dolceria Bonajuto, fondée en 1880, et appelée Caffè Roma jusqu'en 1992, , reprise par son fils Pierpaolo Ruta, depuis 2016.
Parallèlement à l'apparition télévisée de Franco Ruta, la série policière Commissaire Montalbano, qui a été en partie tournée à Modica, est diffusée à la télévision italienne. La municipalité de Modica renforce cette publicité en organisant une foire annuelle au chocolat (« Chocobarocco »). En peu de temps, 75 entreprises de Modica produisent ou vendent du chocolat. L'industrie du chocolat devient ainsi le plus gros employeur de la ville.

## Consortium de protection
Le Consortium pour la protection du chocolat de Modica voit le jour en 2003, qui regroupe vingt producteurs de la ville dans le but d'établir une discipline de production et d'obtenir la reconnaissance IGP. Le règlement d'exécution (UE) 2018/1529 de la Commission européenne du 8 octobre 2018 sanctionne l'enregistrement du chocolat de Modica au registre des indications géographiques protégées.
L'Antica Dolceria Bonajuto, considérée comme la plus ancienne chocolaterie de la région, ne participe pas au consortium. Au contraire, la famille Ruta a critiqué le cahier des charges comme étant insuffisant, et après la publication de l'IGP, comme une provocation, a produit des chocolats sous le nom de cioccolato di un paese vicino a Ragusa (chocolat d'un endroit près de Raguse).
Depuis 2020, un projet pour son inscription au Patrimoine culturel immatériel de l'Unesco a vu le jour.

## Manifestations
De 2005 à 2008, la ville a accueilli l'Eurochocolate, un important événement itinérant organisé chaque année à Pérouse et dans d'autres localités italiennes. De 2009 à 2012, la municipalité de Modica, en collaboration avec l'Organisation Fine Chocolate, a promu et organisé un événement appelé Chocobarocco, remplaçant Eurochocolate. En 2013, l'événement change de nom et devient ChocoModica avec le retour, en 2014 et 2015, de la collaboration avec Eurochocolate. En 2016, l'événement a été à nouveau organisé par la Municipalité en collaboration avec de nombreux partenaires du district provincial et non provincial.